# Feusisberg
Feusisberg é uma comuna da Suíça, no Cantão Schwyz, com cerca de 4.075 habitantes. Estende-se por uma área de 17,6 km², de densidade populacional de 232 hab/km². Confina com as seguintes comunas: Einsiedeln, Freienbach, Hütten (ZH), Oberägeri (ZG), Wollerau.
A língua oficial nesta comuna é o Alemão.

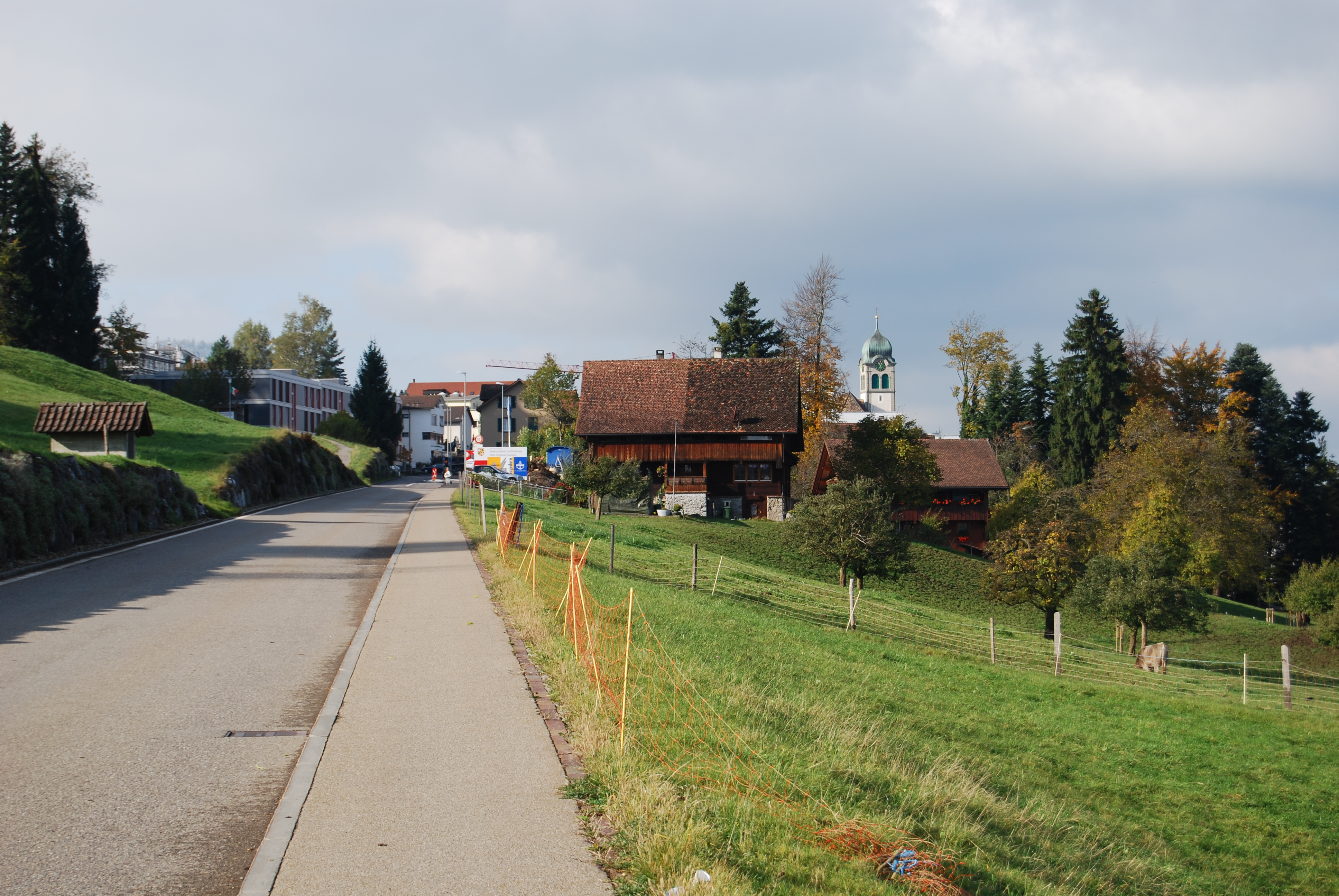
Feusisberg.